# صنعت خودروسازی ویتنام

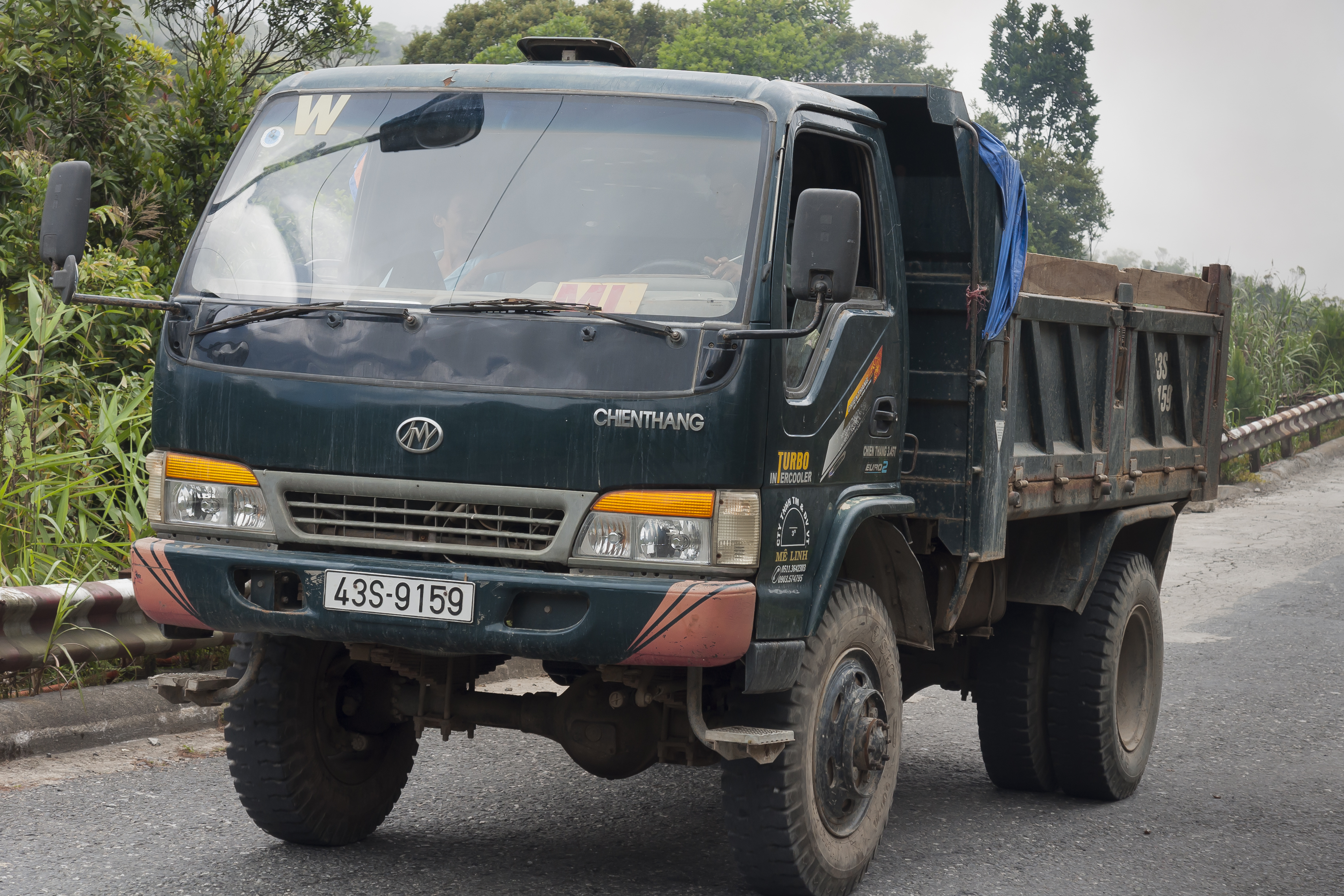
کامیون چیِن‌تانگ

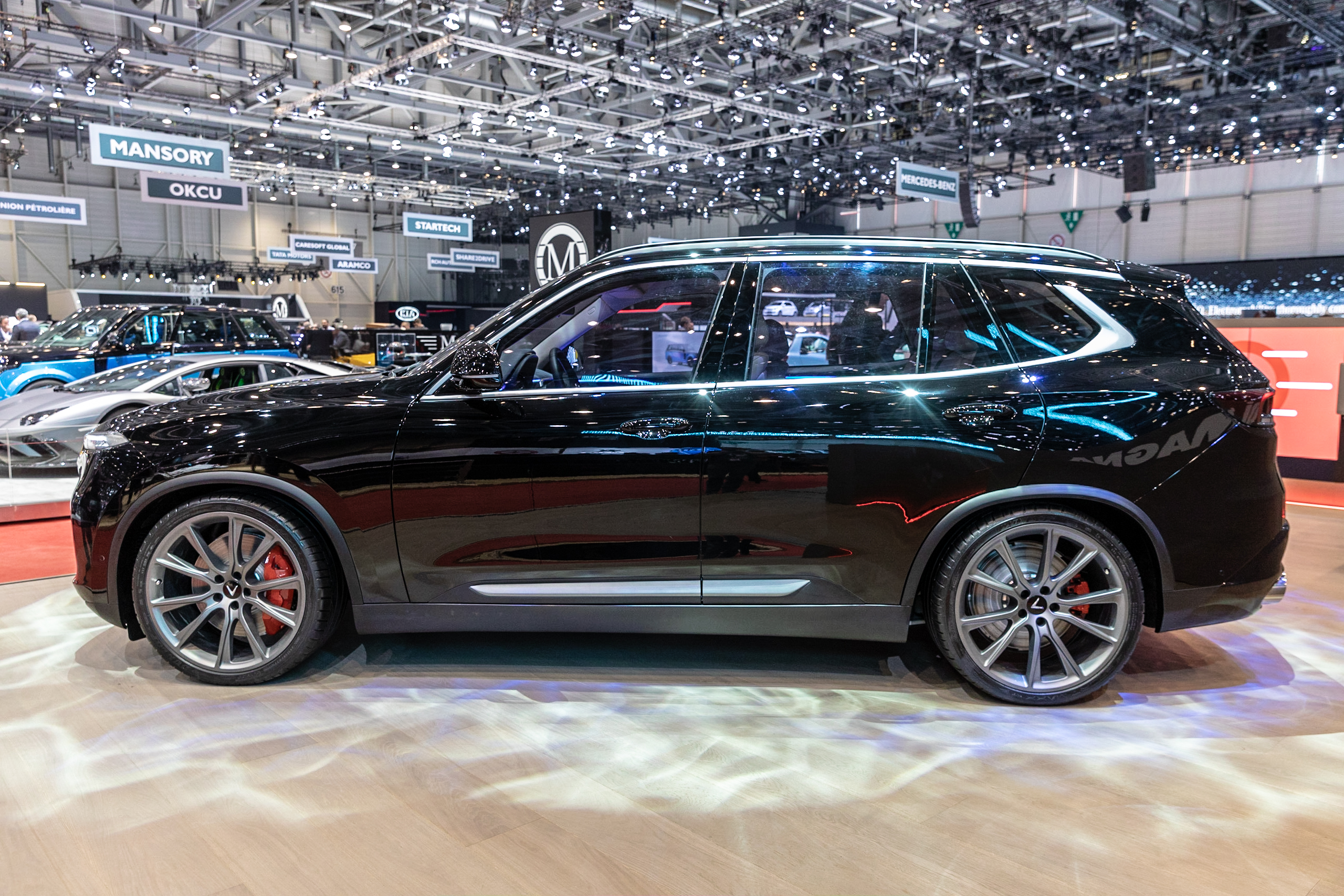
خودروی شاسی‌باند وین‌فست لوکس وی۸ در نمایشگاه خودروی جنرال ۲۰۱۹

صنعت خودروسازی ویتنام صنعتی با رشد سریع است که بیشتر بر فروش داخلی متکی است. تمامی خودروهایی که اکنون در ویتنام در حال تولید هستند، در خارج از این کشور و توسط شرکت‌های خارجی طراحی شده‌اند، و بسیاری از آن‌ها با اتکا به بسته‌های سی‌کی‌دی تولید می‌شوند. با توجه به مالیات‌های زیاد برای واردات خودرو، دولت ویتنام از تولیدکنندگان داخلی حمایت می‌کند. گرچه کشور ویتنام عضو منطقه تجارت آزاد آسه‌آن است، واردات خودرو در این میان یک استثناء است. از ۱ ژانویه ۲۰۱۹، به‌عنوان بخشی از توافق آسه‌آن مالیات ۳۰ درصدی واردات برداشته شد. در حال حاضر صنعت خودروی ویتنام برای امکان‌پذیر شدن صادرات به اندازهٔ کافی رقابتی تلقی نمی‌شود. تا ماه آوریل ۲۰۱۸، ۸۵٪ از خودروهای به فروش رسیده در ویتنام با استفاده از بسته‌های سی‌کی‌دی در داخل این کشور شده بودند.
تا پیش از اجرای برنامهٔ دوی می، مالکیت خودرو در ویتنام بسیار محدود بود و خودروهای موجود نیز از کشورهای کمتر توسعه یافته که دارای مناسبات سیاسی بیشتری با دولت ویتنام بودند، به این کشور وارد می‌شدند. در سال ۱۹۹۵ نخستین کارخانه‌های خودروسازی جهت تولید وسایل نقلیه با استفاده از قطعات سی‌کی‌دی در ویتنام احداث شدند. اولین نشان‌های تجاری با خودروهای تولید شده در ویتنام شامل میتسوبیشی، تویوتا و ایسوزو می‌شدند. بین سال‌های ۲۰۰۳ تا ۲۰۰۶ مالیات فروش خودرو در ویتنام از ۵٪ به ۵۰٪ افزایش یافت و به کاهش سرعت فروش خودروها منجر شد.
بازار خودروی ویتنام نسبتاً کوچک است، اما در عین حال دارای سریع‌ترین روند رشد در میان بازارهای جنوب شرق آسیا است.
بیشتر تولیدکنندگان وسایل نقلیه در ویتنام عضوی از انجمن غیردولتی تولیدکنندگان خودروی ویتنام (VAMA) هستند.

## قطعات خودرو
ویتنام دارای ۹۰۰ میلیون دلار ارزش مازاد در قطعات خودرو است، و مجموع ارزش صادرات قطعات خودروی آن معادل ۴٫۴ میلیارد دلار است. بیشتر این حجم تولید متعلق به تجارت‌هایی با مالکیت خارجی است که در ویتنام فعالیت می‌کنند. مجموع تعداد تأمین‌کنندگان قطعات در ویتنام در سال ۲۰۱۸ برابر با ۲۲۶ شرکت بوده‌است.

## نشان‌های تجاری خارجی

### تویوتا

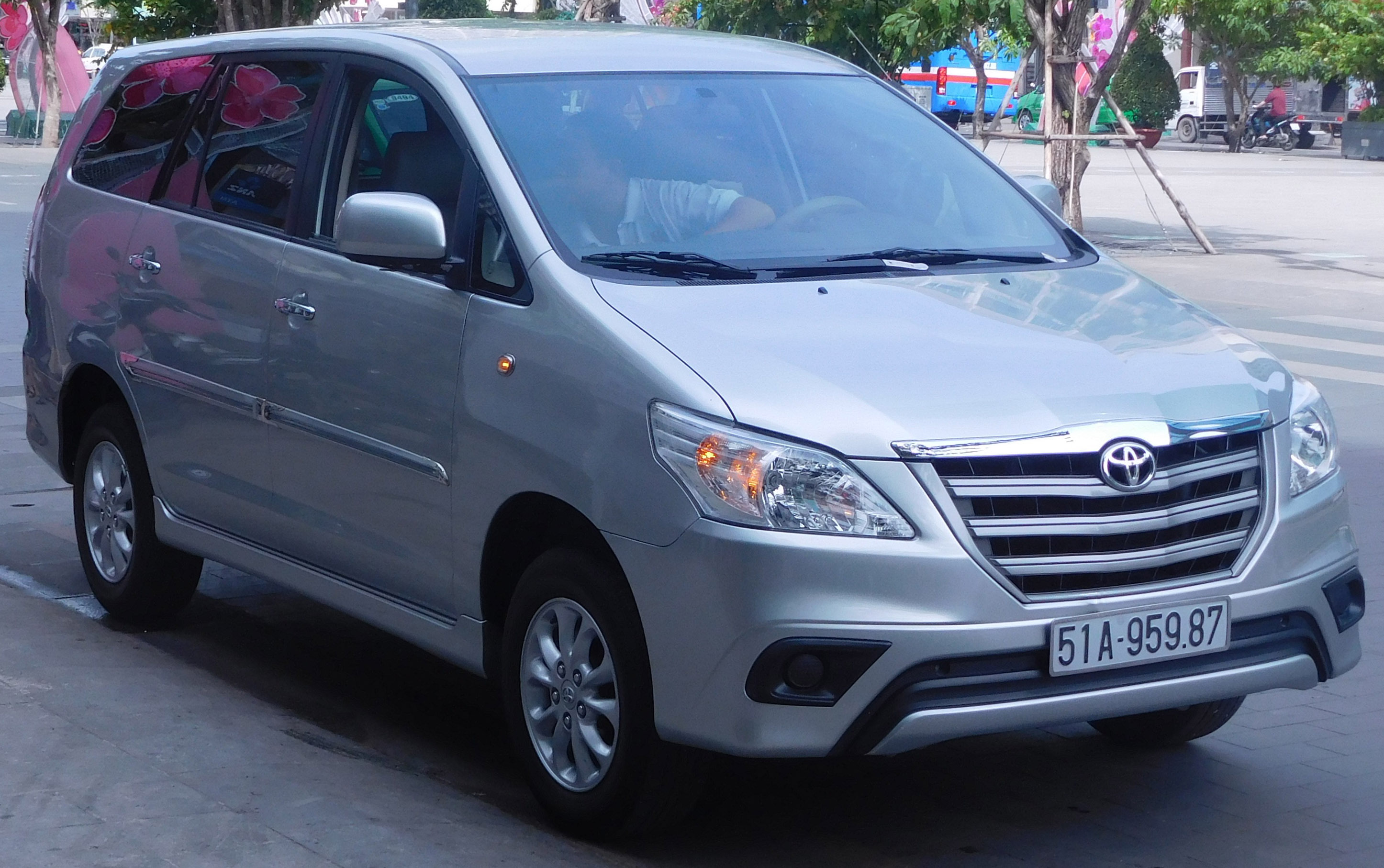
تویوتا اینووا

شرکت تویوتا موتور ویتنام از بسته‌های قطعات سی‌کی‌دی جهت تولید خودرو برای عرضه در بازار داخلی ویتنام بهره می‌برد. خودروهای تولیدی این شرکت عبارتند از کورولا آلتیس، ویوس، فورچونر (تولید مبتنی بر سی‌کی‌دی این مدل در ۲۰۱۸ متوقف شد) و اینووا. این شرکت در سال ۲۰۱۷ در مجموع ۴۱٬۰۰۰ دستگاه خودرو تولید کرد. تویوتا با سهم ۲۳ درصدی از بازار فروش خودروهای سواری در ویتنام، دارای بالاترین سهم در این بازار است.

### دایهاتسو
شرکت وینداکو، شرکت تابعهٔ خودروسازی دایهاتسو، در سال ۲۰۰۳ مدل تریوس را با استفاده از قطعات سی‌کی‌دی در ویتنام تولید کرد. این شرکت با توجه به فروش کم در سال ۲۰۰۷ پس از چهار سال منحل شد.

### سوزوکی
شرکت سوزوکی خودروهای خود را در ویتنام به‌واسطهٔ یک شرکت تابعه با نام ویسوکو، که در کارخانه‌ای در بین هوا واقع در استان دونگ نای فعالیت می‌کند. به تولید می‌رساند. این کارخانه خودروهای سوپر کری، ارتیگا، گرند ویتارا، ویتارا و سوییفت را در کنار موتورسیکلت‌های ایمپالس ۱۲۵ اف‌آی، هایات ۱۲۵، یوای۱۲۵-تی، ویوا ۱۱۵ اف‌آی، رایدر ۱۵۰، و اکسلو ۱۲۵ تولید می‌کند. ظرفیت تولید سالانهٔ این کارخانه معادل ۶٬۰۰۰ دستگاه خودرو و ۱۰۰٬۰۰۰ دستگاه موتورسیکلت است.

### کیا

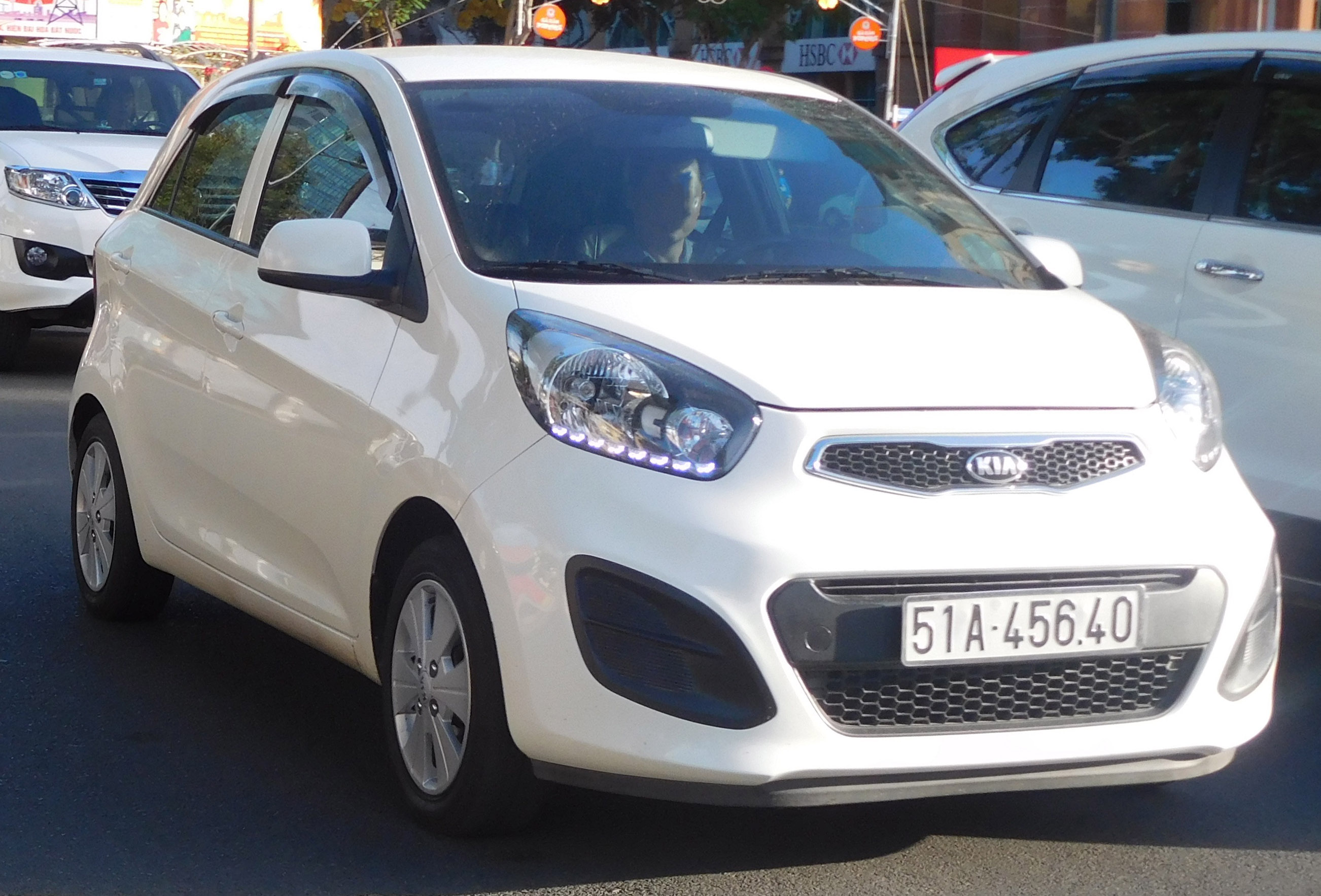
نسخهٔ ویتنامی کیا مورنینگ (پیکانتو)

خودروهای کیا موتورز از سال ۲۰۰۸ توسط شرکت تاکو کیا، سرمایه‌گذاری مشترک کیا با شرکت تاکوی ویتنام، با اتکا به بسته‌های قطعات سی‌کی‌دی در کارخانه‌ای واقع در منطقهٔ صنعتی چو لای تولید می‌شوند. مدل‌های تولیدی کیا در ویتنام عبارتند از نیو مورنینگ، فورت، سورنتو، کارنز، سراتو و اپتیما.

### مرسدس-بنز
شرکت دایملر آگ مدل‌های مختلف مرسدس-بنز را با استفاده از بسته‌های قطعات سی‌کی‌دی در کارخانهٔ خود واقع در شهر هوشی‌مین در ویتنام تولید می‌کند. نخستین خودروی مونتاژ شده توسط مرسدس-بنز ویتنام یک خودروی کلاس-ئی بود که در سال ۱۹۹۶ تولید شد. این کارخانه حاصل یک سرمایه‌گذاری مشترک با شرکت مهندسی مکانیک سای گون است. این کارخانه در سال ۲۰۱۷ ۶٬۰۰۰ دستگاه خودرو تولید کرد.

### مزدا
شرکت مزدا به‌واسطهٔ سرمایه‌گذاری مشترک خود با شرکت تاکو، که با نام خودروسازی وینا مزدا شناخته می‌شود، مدل مزدا ۲ را در کارخانه‌ای در منطقهٔ نوی تاین به تولید می‌رساند. این کارخانه دارای ظرفیت تولید ۱۰٬۰۰۰ خودرو در سال است و ۳۰۰ نفر نیروی کار در آن مشغول به کار هستند.

### میتسوبیشی

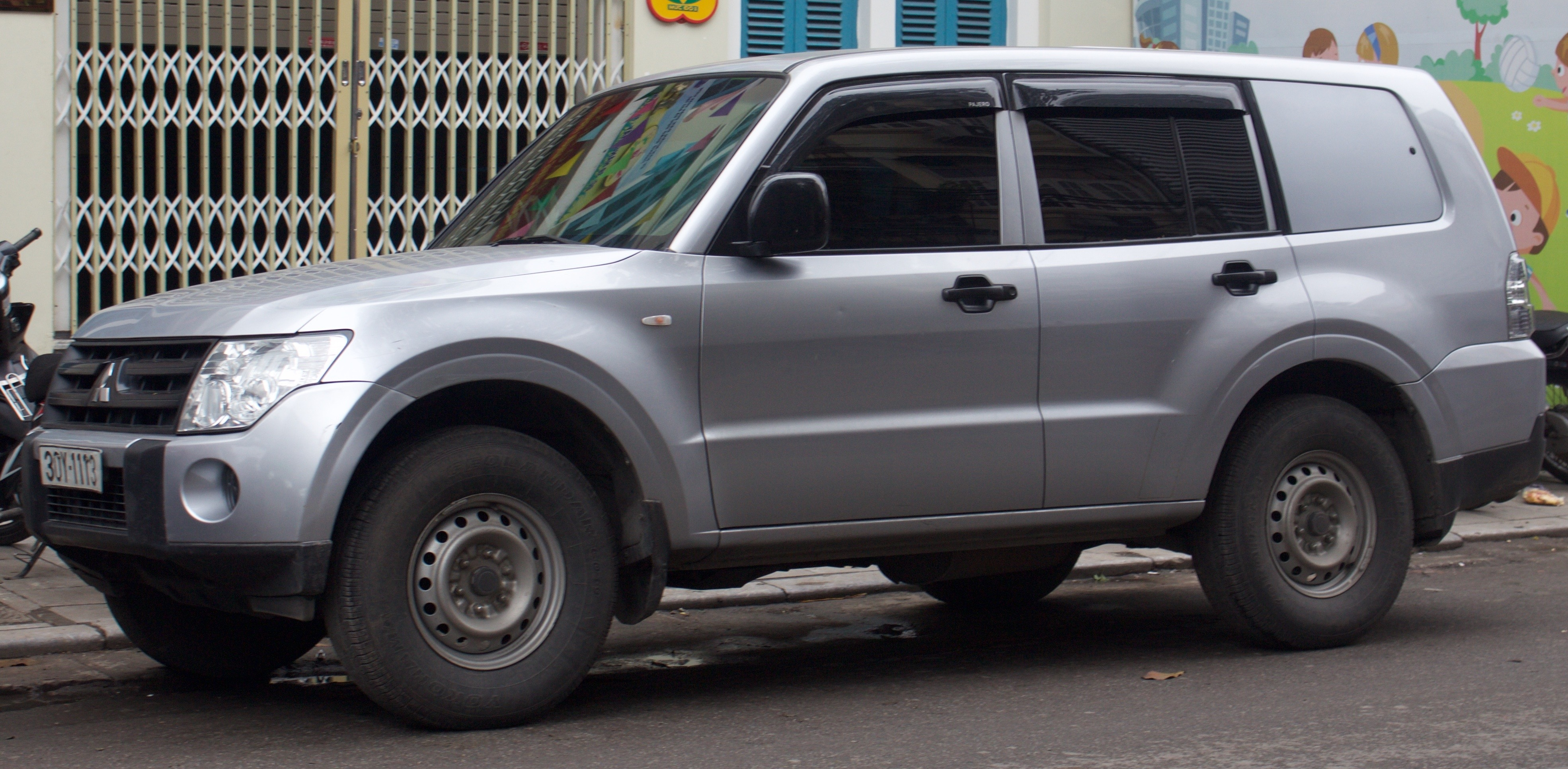
ون امنیتی ویتنامی میتسوبیشی پاجرو

میتسوبیشی موتورز به‌واسطهٔ سرمایه‌گذاری مشترک خود با هولدینگ پروتون مالزی با نام شرکت وینا استار موتورز در ویتنام فعالیت می‌کند. تولید خودروهای میتسوبیشی در ویتنام با تولید خودروی ون میتسوبیشی دلیکا در سال ۱۹۹۷ در کنار مدل‌های میتسوبیشی پاجرو و میتسوبیشی کانتر آغاز شد.

### هوندا

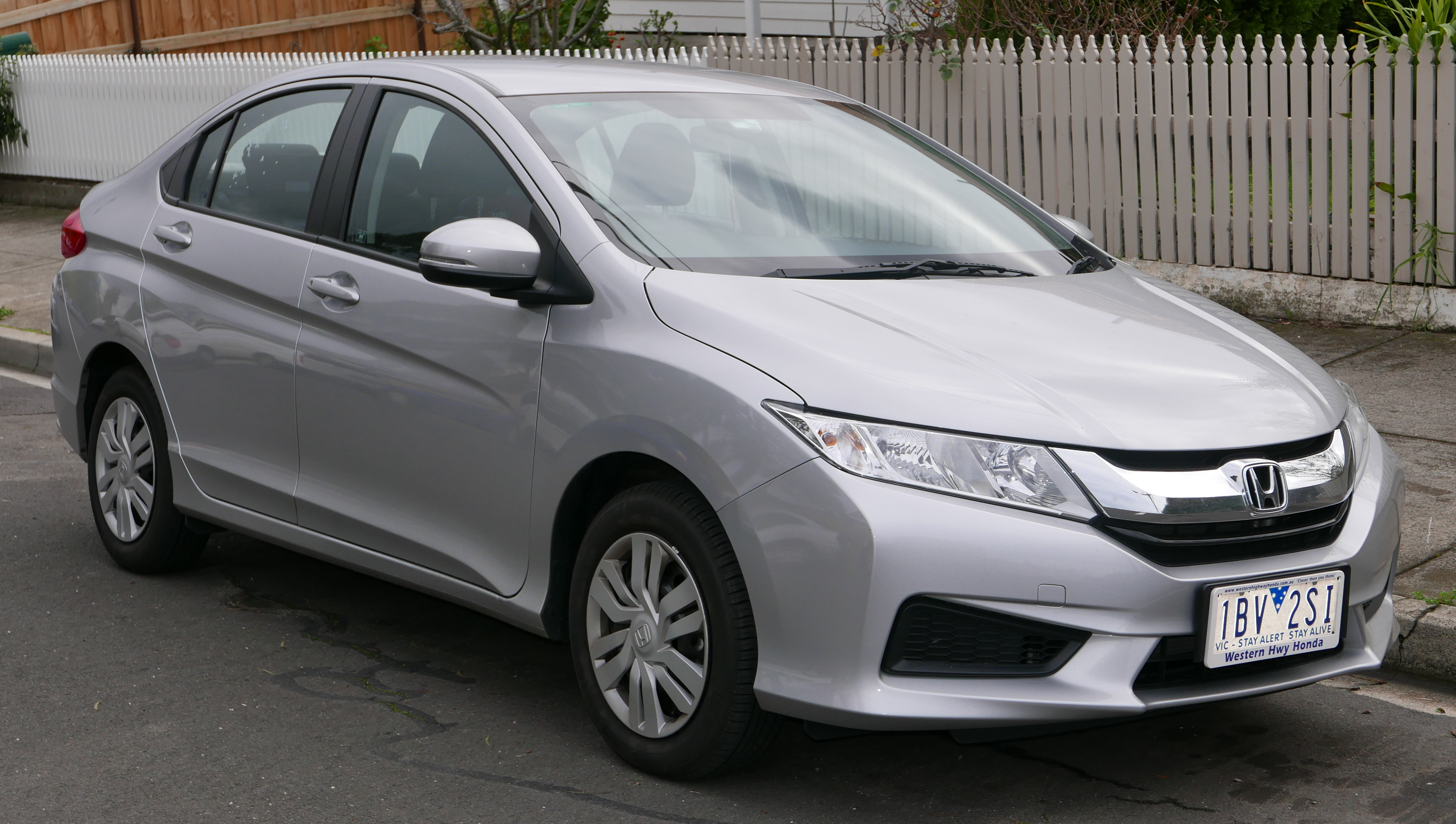
خودروی هوندا سیتی یک خودروی نسبتاً محبوب در ویتنام است

شرکت هوندا ویتنام یک سرمایه‌گذاری مشترک بین هوندا و شرکت موتور و ماشین‌آلات کشاورزی ویتنام (VEAM) است. هوندا ویتنام پرفروش‌ترین نشان تجاری موتورسیکلت در ویتنام بوده و به‌واسطهٔ سه کارخانهٔ تولید موتورسیکلت، و یک کارخانهٔ تولید خودرو در ویتنام فعالیت می‌کند.

### هینو
کامیون‌های هینو در یک سرمایه‌گذاری مشترک با شرکت ویناموتور در کشور ویتنام تولید می‌شوند. شرکت هینو از سال ۱۹۹۶ در ویتنام حضور داشته‌است.

### هیوندای

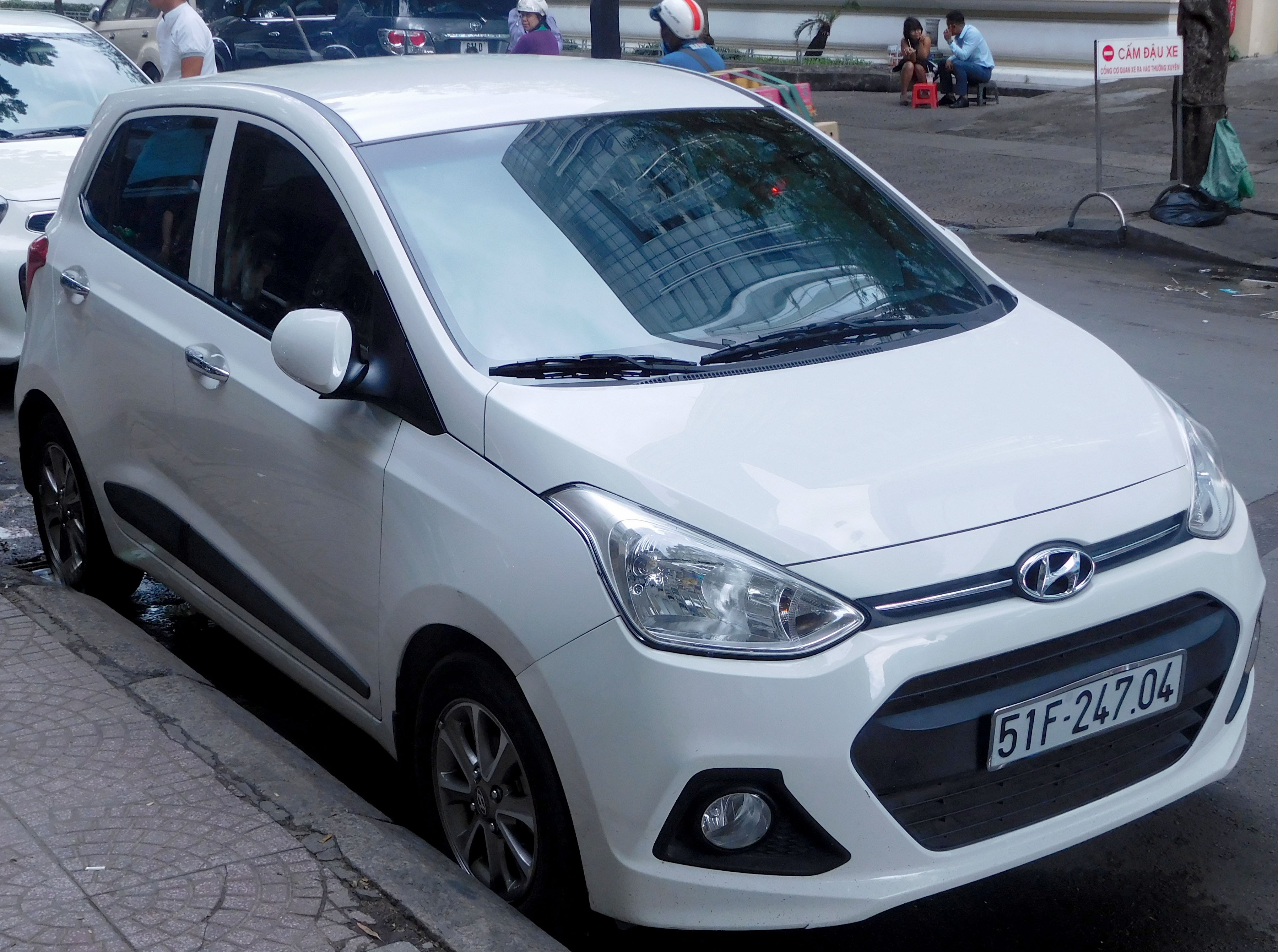
نسخهٔ ویتنامی هیوندای آی۱۰

خودروهای هیوندای توسط شرکت هیوندای تاین کونگ اتو، که یک سرمایه‌گذاری مشترک میان هیوندای و شرکت ویتنامی تین کونگ اتو است، با استفاده از قطعات سی‌کی‌دی تولید می‌شوند. طبق گزارش‌ها، شرکت هیوندای در اوایل سال ۲۰۱۸ مصمم به ساخت یک کارخانهٔ خط تولید در نین بین جهت تولید مدل گرند آی۱۰ بوده‌است.

## نشان‌های تجاری داخلی

### فعال

#### وین‌فست
وین‌فست تنها نشان تجاری داخلی وسایل نقلیهٔ سواری در ویتنام است. شرکت جنرال موتورز در اوت ۲۰۱۸ بخش عملیات ویتنام خود را به شرکت وین‌فست فروخت و به‌دنبال آن حق توزیع مدل‌های جنرال موتورز در ویتنام، و همچنین کارخانهٔ خود در هانوی را به این شرکت واگذار کرد. شرکت وین‌فست علاوه بر کارخانهٔ در دست احداث خود در هایفونگ، از این کارخانه نیز برای تولید خودروهایی که توسط خود این شرکت توسعه یافته‌اند، استفاده خواهد کرد. جیم دلوکا، مدیر عامل اجرایی شرکت وین‌فست، سابقاً به‌عنوان یک مقام اجرایی در جنرال موتورز مشغول به کار بوده‌است.

### سابق

#### ویناکسوکی
ویناکسوکی یکی از خودروسازان داخلی ویتنام بود که از سال ۲۰۰۶ تا ۲۰۱۱ در مجموع ۲۰ مدل کامیون با میزان بومی‌سازی ۲۷٪، و سه مدل خودروی سواری با بومی‌سازی به میزان ۵ درصد تولید کرد. این شرکت در سال ۲۰۱۲ به علت مشکلات مالی و بدهی‌های بانکی تعطیل شد.

#### لا دالات
لا دالات یک خودروی طراحی‌شده بر پایهٔ سیتروئن ۲سی‌وی بود که توسط طراحان فرانسوی در ویتنام طراحی شده‌بود. بین سال‌های ۱۹۶۹ تا ۱۹۷۵ مجموعاً ۵٬۰۰۰ دستگاه از این خودرو تولید شد و آن را به نخستین خودروی تولید شده در کشور ویتنام بدل کرد.